# Hôtel de Paris Monte-Carlo
Pour les articles ayant des titres homophones, voir Hôtel (homonymie), Paris (homonymie) et Monte-Carlo (homonymie).
L’hôtel de Paris est un palace de style Belle Époque du quartier de Monte-Carlo à Monaco, sur la Côte d'Azur. Il est fondé et inauguré en 1864 par la Société des bains de mer de Monaco du prince Charles III de Monaco. 

## Histoire
Ce prestigieux palace est fondé sur la place du Casino de Monte-Carlo par le prince Charles III de Monaco et François Blanc, sur les plans de l'architecte français Godinot de la Bretonnerie. Il est inauguré en 1864, voisin des futurs Café de Paris (1868), casino de Monte-Carlo et Opéra de Monte-Carlo (1879), et Hôtel Hermitage Monte-Carlo (1896)...

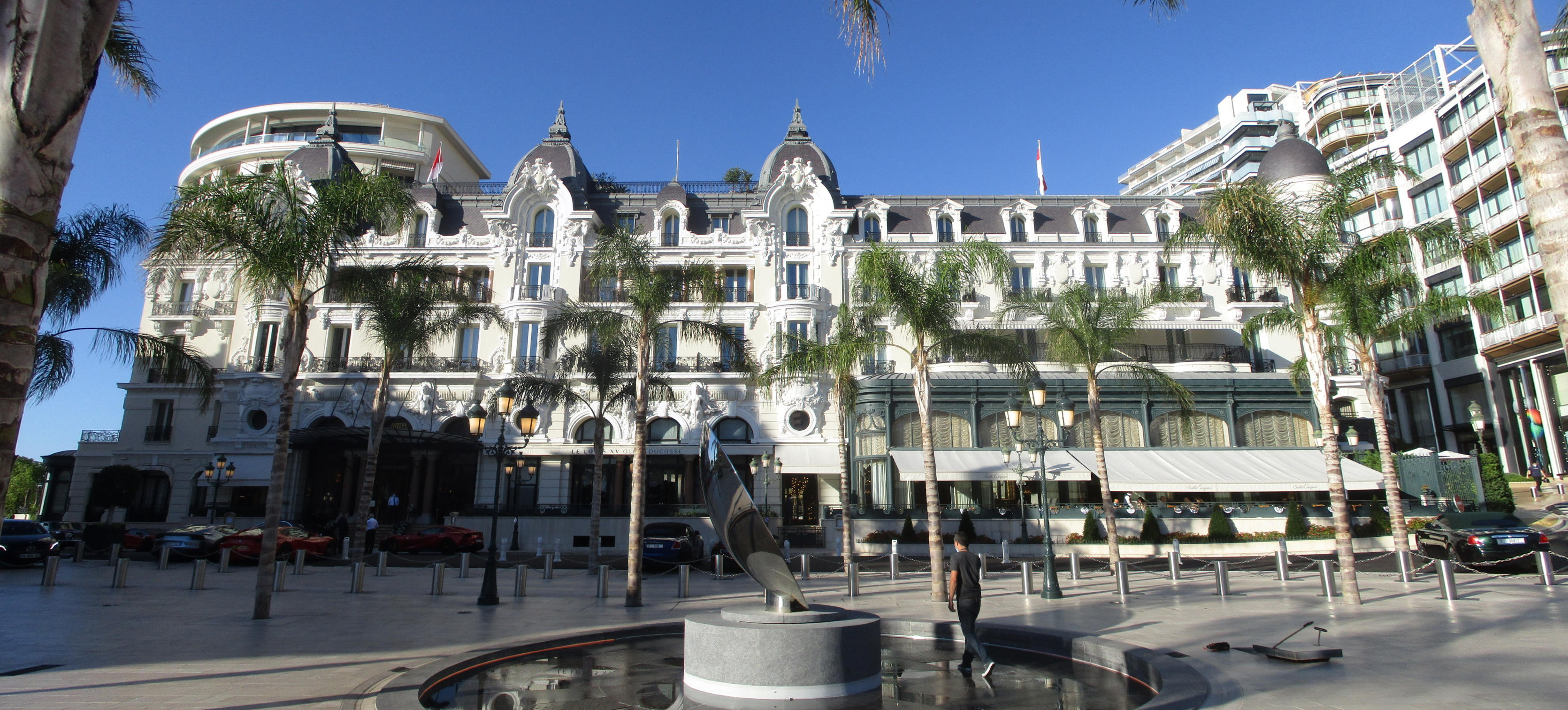
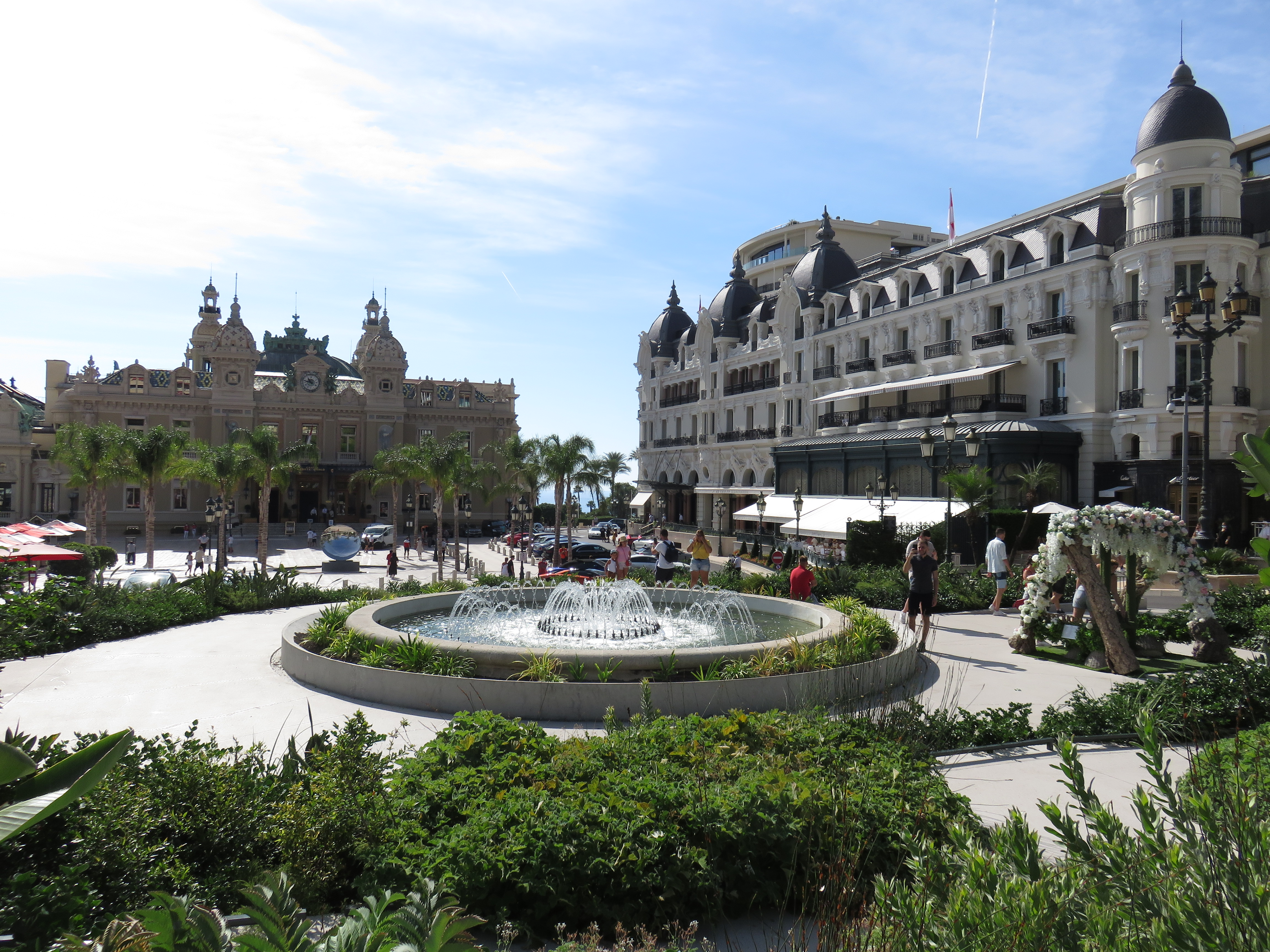

Les façades de l'architecte Édouard-Jean Niermans datent de 1909-1910, avec des fresques du peintre Paul Gervais. Des surélévations de l'édifice sont achevées en 1920, par le cabinet Émile Molinié, Charles Nicod et Albert Pouthier, puis en 1959-1960 sous l'égide d'André Bruyère.

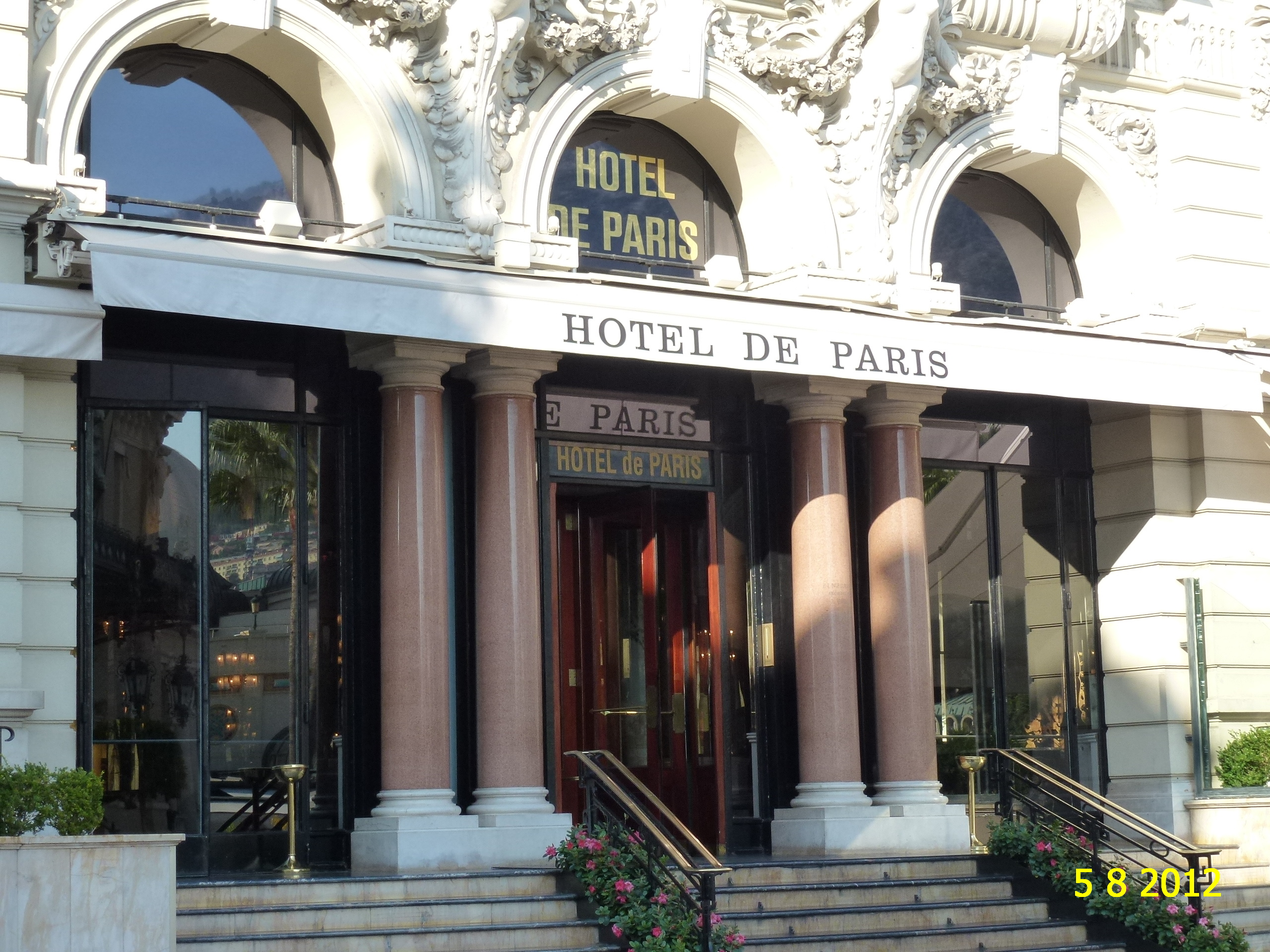
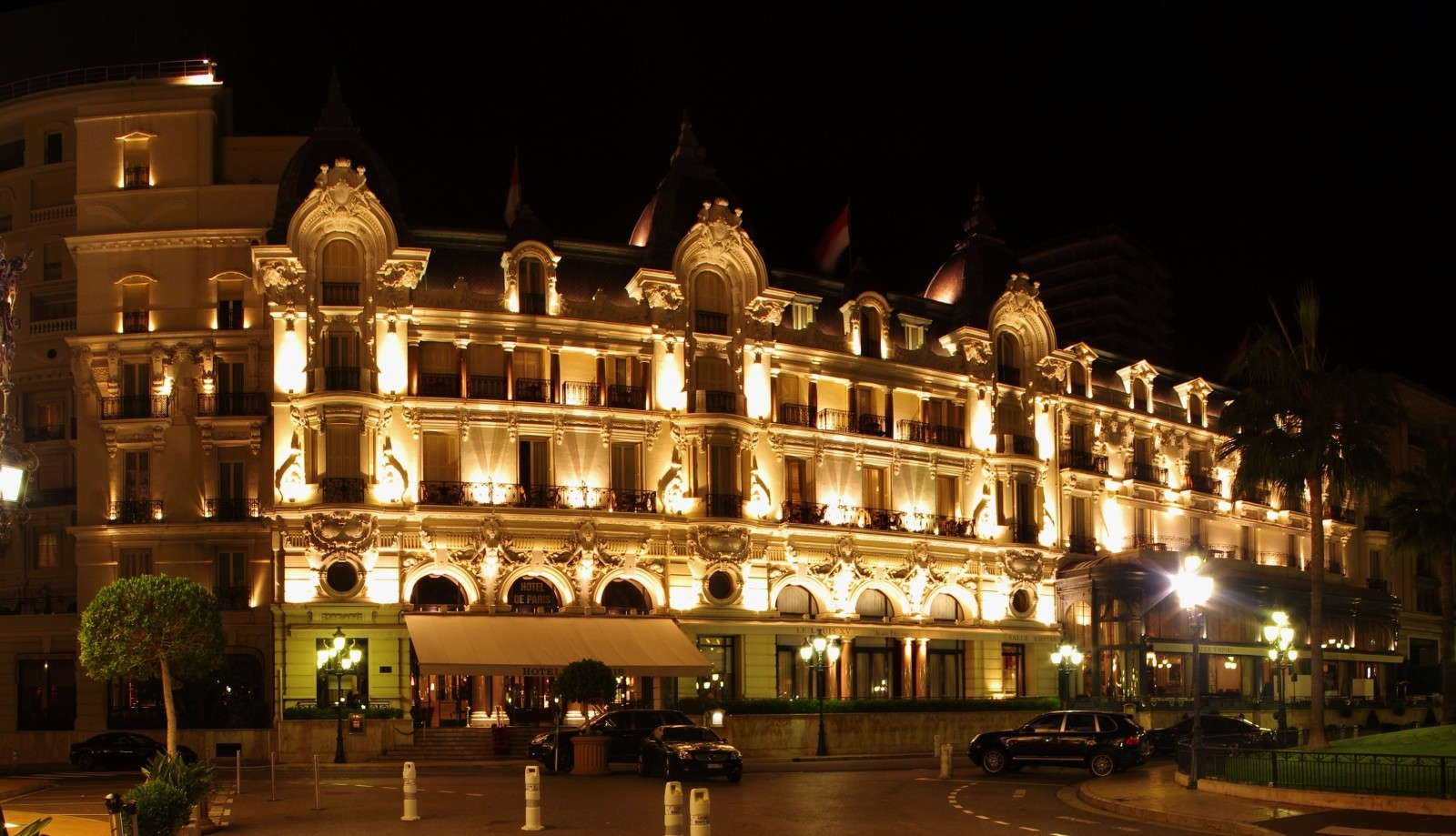

Après une vente aux enchères de l'ancien mobilier en 2015, l’hôtel est rénové jusqu'en septembre 2018

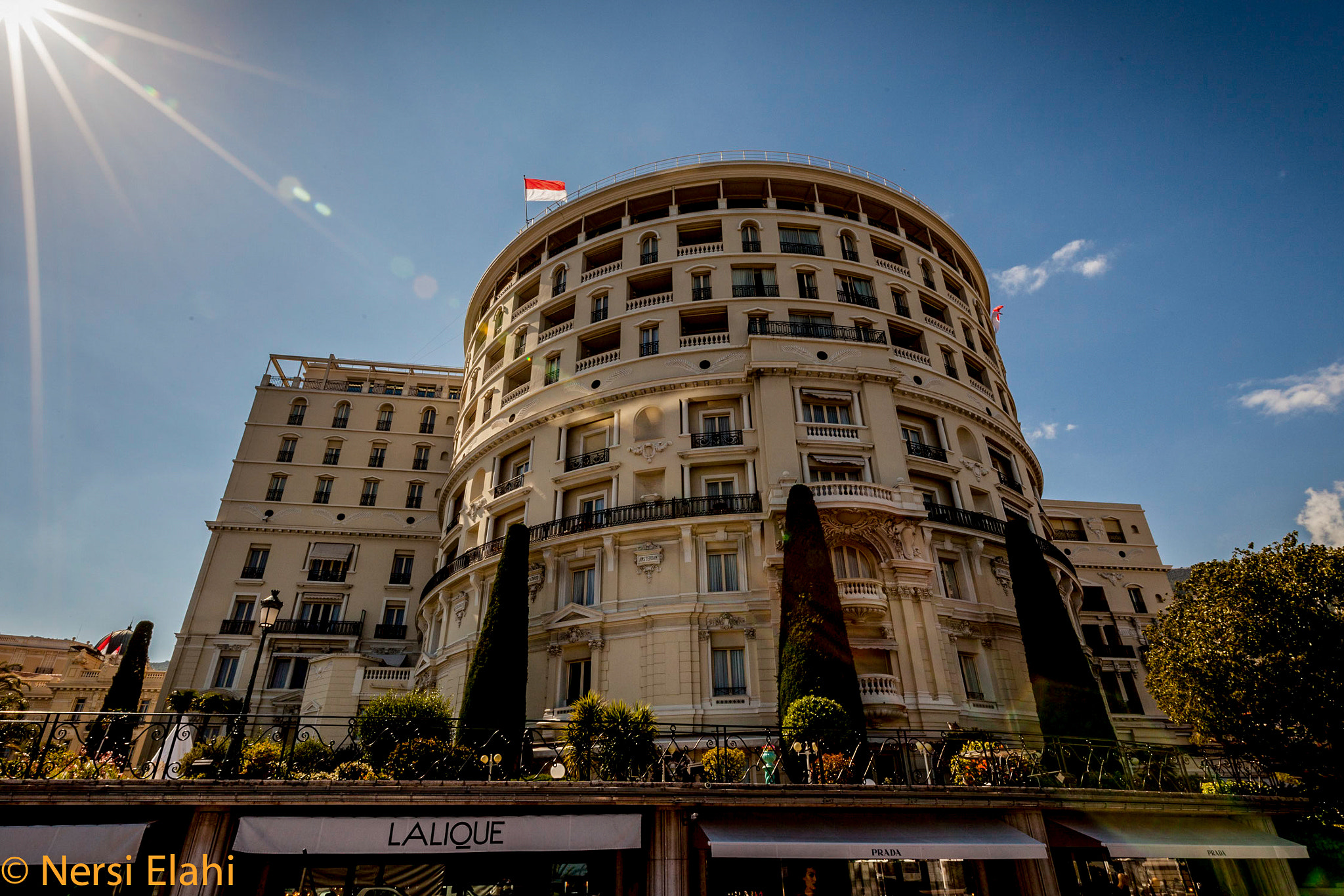
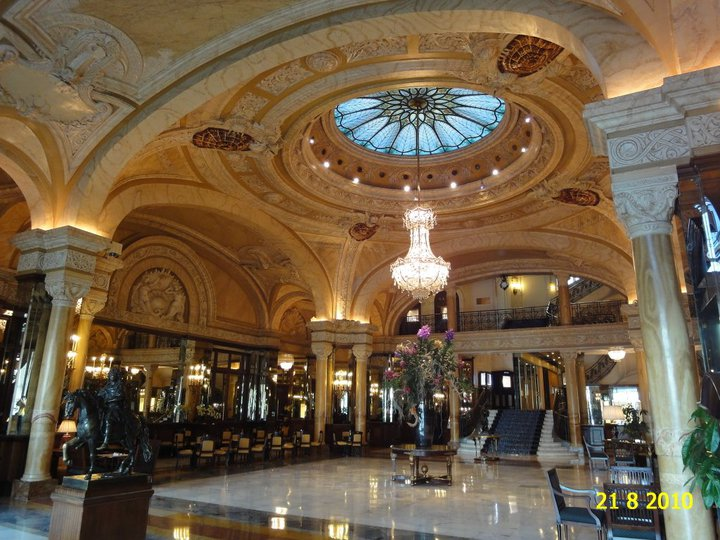
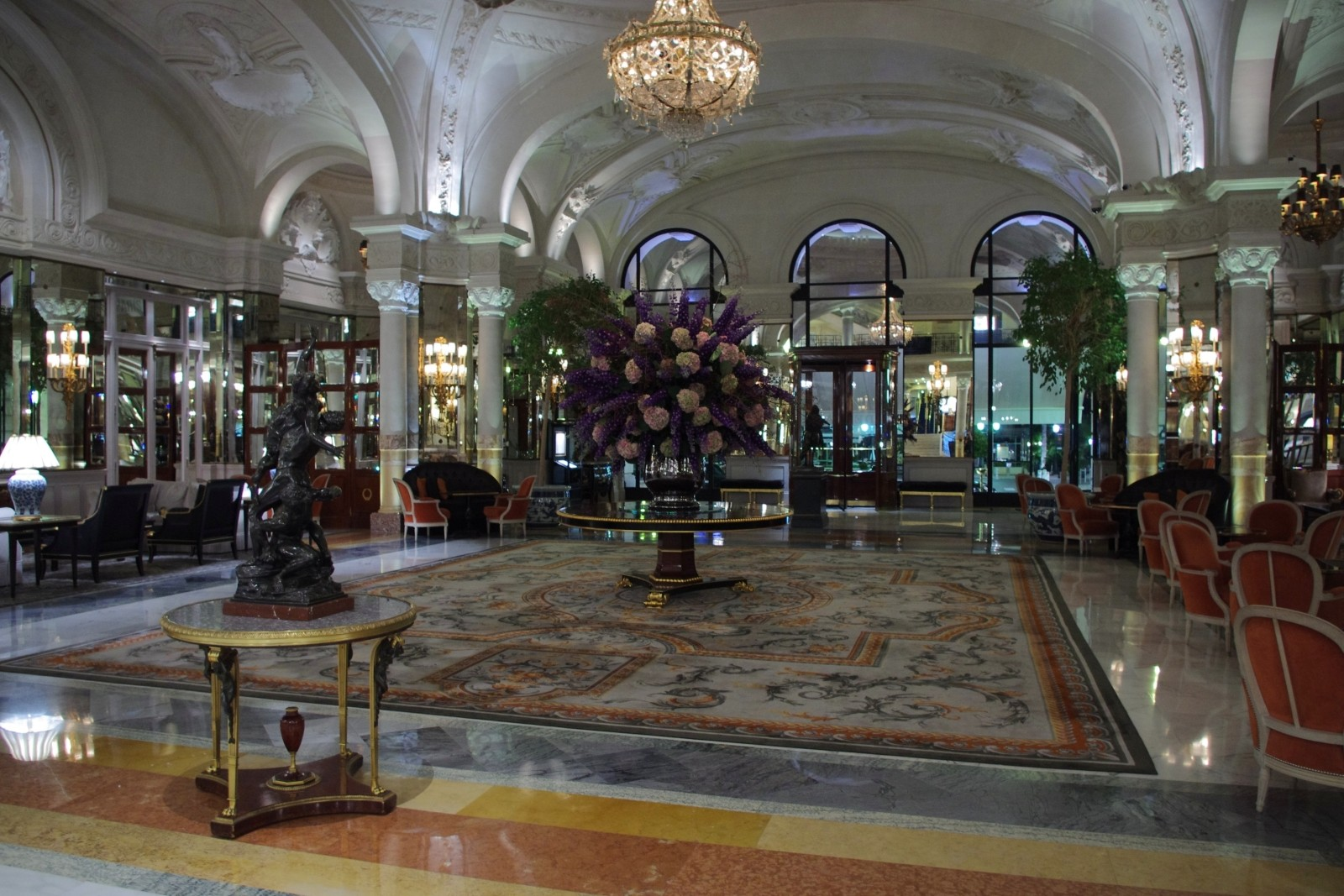

## Caractéristiques
- Un vaste hall d'entrée, avec une statue équestre du roi Louis XIV, dont le genou droit lustré du cheval est réputé porter chance au jeu à ceux qui le frottent.
- Trois restaurants : « Le Louis XV » 3 étoiles au Guide Michelin du chef cuisinier Alain Ducasse, « le Grill » et « le Côté Jardin », et une des plus grandes caves à vin privées du monde, de près de 550 000 bouteilles sur 200 000 m²[6].
- Des salons de prestige « Charles III », « Debussy » et « Berlioz ».
- 113 chambres, dont 96 suites[7], dont la suite « Rainier III » sur le toit[8]. Cette dernière, comme la « suite princesse Grace », a été créée lors de la dernière rénovation de l'hôtel. Décorées avec du mobilier issu du palais princier, elles comptent pour 25 % du chiffre d'affaires de 2020 (la nuit coûtant entre 30 000 et 45 000 euros)[9].
- Plusieurs salons, bars et un piano-bar.
- Salon de beauté, salon de coiffure, thalassothérapie, boutiques de luxe.
- Salle de sport, piscines extérieure et intérieure, jacuzzi, hammam, sauna, solarium.

## Restaurant 3 étoiles Alain Ducasse

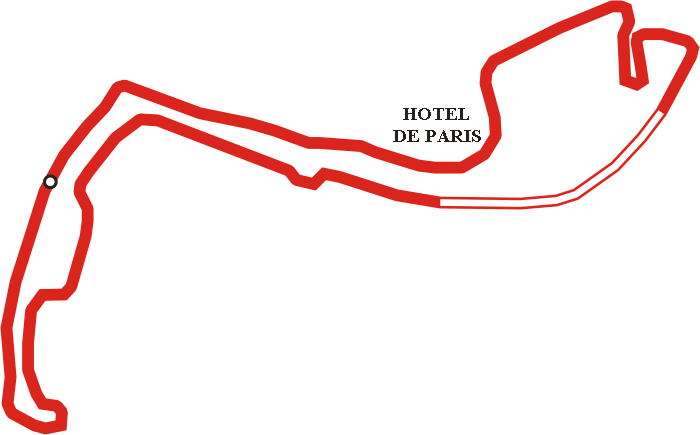
Tracé du Grand Prix automobile de Monaco.

Le prince Rainier III propose au chef étoilé Alain Ducasse de créer un restaurant gastronomique en 1987 (trois étoile du Guide Michelin depuis 1990).

## Grand Prix automobile de Monaco
L'Hôtel de Paris se situe dans la montée du casino de l'avenue de Monte-Carlo, du Grand Prix automobile de Monaco. 

## Télévision et cinéma
- 1952 : Je l'ai été trois fois
- 1971 : Lord Brett Sinclair (Roger Moore) et Danny Wilde (Tony Curtis) se rencontrent pour la première fois au bar de cet hôtel, dans le premier épisode de la série télévisée Amicalement vôtre, après une course poursuite depuis Nice[12],[13].
- 1995 : GoldenEye, de Martin Campbell, avec Pierce Brosnan (007 passe devant avec son Aston Martin DB5 pour aller au casino de Monte-Carlo).
- 2006 : Hors de prix, de Pierre Salvadori, avec Gad Elmaleh et Audrey Tautou.
- 2008 : La Fille de Monaco, d'Anne Fontaine avec Fabrice Luchini et Louise Bourgoin.
- 2010 : L'Arnacœur, de Pascal Chaumeil avec Romain Duris et Vanessa Paradis.
- 2010 : Iron Man 2, de Jon Favreau avec Robert Downey Jr. et Scarlett Johansson.
- 2011 : Bienvenue à Monte-Carlo, de Thomas Bezucha, avec Selena Gomez.
- 2012 : Madagascar 3 : Bons baisers d'Europe, de DreamWorks Animation.

## Romans
- 2011 : Le Maître des hirondelles, roman d'espionnage SAS de Gérard de Villiers